# White Shadow
White Shadow è un film del 2013 diretto da Noaz Deshe, alla sua opera prima.
Il film è stato presentato in concorso al Festival di Venezia 2013 nella sezione Settimana internazionale della critica, dove ha vinto il Leone del futuro - Premio Venezia opera prima "Luigi De Laurentiis".

## Trama
In Tanzania nel 2008 si consuma un macabro commercio di organi e pezzi umani di persone affette da albinismo, che medici/stregoni locali utilizzano per ricavarne pozioni magiche. Alias è un ragazzino albino, che dopo aver assistito al massacro del padre, anch'egli albino, sotto i colpi del machete, viene mandato dalla madre in città a casa dello zio Kosmos.
Alias si guadagna da vivere perlustrando le discariche e vendendo chincaglierie ai semafori, cercando di sfuggire al suo tragico destino.